# William Tresham
Pour les articles homonymes, voir Tresham.
William Tresham, né au plus tard en 1390 et assassiné le 23 septembre 1450, est un avocat et homme politique anglais. Député à douze des seize parlements entre 1423 et 1449, il est « l'un des parlementaires les plus importants du XVe siècle ».

## Biographie
Il est élu une première fois député du Northamptonshire à la Chambre des communes du Parlement d'Angleterre pour le parlement d'octobre 1423. En juillet 1424, il est nommé juge de paix pour ce comté, fonction qu'il exercera jusqu'à sa mort. Il est également juge de paix pour le Huntingdonshire à partir d'avril 1446. Élu à nouveau député en 1427, il est réélu ensuite à tous les parlements qui suivent jusqu'en 1449 inclus, à l'exception de ceux de 1431 et de 1437. Dans les années 1430, en parallèle à sa carrière politique il travaille comme avocat pour l'Échiquier, ainsi que pour le duché de Lancastre. 
Les députés du parlement de novembre 1439 (son septième parlement) l'élisent président de la Chambre des communes. C'est ce parlement qui s'indigne de l'état « déplorable » des finances publiques, et qui impose au gouvernement du roi Henri VI d'utiliser une partie de ses revenus pour rembourser ses dettes. Ce même parlement vote un impôt à l'encontre des marchands étrangers résidant en Angleterre. William Tresham est à nouveau élu président du parlement de 1442, puis de ceux de 1447 et de novembre 1449. Son fils Thomas est d'ailleurs député du Buckinghamshire puis du Huntingdonshire aux deux derniers parlements présidés par son père. En février 1449, William Tresham est nommé chancelier du duché de Lancastre.
Le parlement réuni entre novembre 1449 et juin 1450 sous sa présidence initie une procédure de destitution pour trahison contre William de la Pole, duc de Suffolk, qui dirige de facto le royaume au nom d'Henri VI et qui est accusé d'avoir mené à mal la guerre de Cent Ans contre la France. Sur pétition de la Chambre des communes, la Chambre des Lords juge le duc, mais le reconnaît non coupable. William de la Pole est néanmoins banni d'Angleterre sur ordre du roi, et assassiné lors de son départ. La longue durée de ce parlement (six mois) est contraire à la volonté du roi, qui, en raison de la très mauvaise situation financière de son gouvernement, ne peut toutefois dissoudre la Chambre avant que celle-ci ne consente de lui voter un budget. Les députés n'y consentent finalement qu'en échange de l'annulation de diverses largesses distribuées par le roi à ses proches. Le parlement est dissous alors qu'éclate dans le Kent la grande révolte populaire menée par Jack Cade contre le gouvernement du roi.
À l'été 1450, le gouvernement du « régime lancastrien » est devenu impopulaire, en raison des échecs militaires anglais en France et en raison de la perception que ce gouvernement ne se soucie que de l'enrichissement de ses proches. La position de William Tresham est politiquement instable. En août, ses adversaires politiques le font inculper, aux côtés d'autres personnalités favorables au gouvernement, l'accusant d'avoir exercé une influence néfaste sur le roi. Avant qu'un procès puisse débuter à son encontre, William Tresham et son fils Thomas sont attaqués par un groupe d'hommes sur la route de Sywell (le village où il réside) vers Northampton, où ils doivent rencontrer le duc d'York, Richard Plantagenêt. William Tresham est tué d'un coup de lance, porté par un homme du nom d'Evan ap Rice ; son fils est blessé mais parvient à s'enfuir. Les raisons de ce meurtre demeurent incertaines. Certains évoquent un motif politique : l'assassinat aurait été commandité par les opposants à la faction yorkiste, peut-être par le baron Edmond Grey, ou au contraire par des yorkistes estimant que William Tresham n'est pas de leur bord. D'autres historiens estiment que le meurtre résulterait d'un contentieux privé, William Tresham ayant refusé de restituer à un jeune homme une propriété dont il assurait la gestion en son nom jusqu'à sa majorité. Les assassins ne seront jamais condamnés,.
Son fils Thomas préside la Chambre des communes en 1459. Il s'engage du côté des Lancastriens dans la guerre des Deux-Roses, et est exécuté par les Yorkistes à l'issue de la bataille de Tewkesbury en 1471.